# Julio Strassera

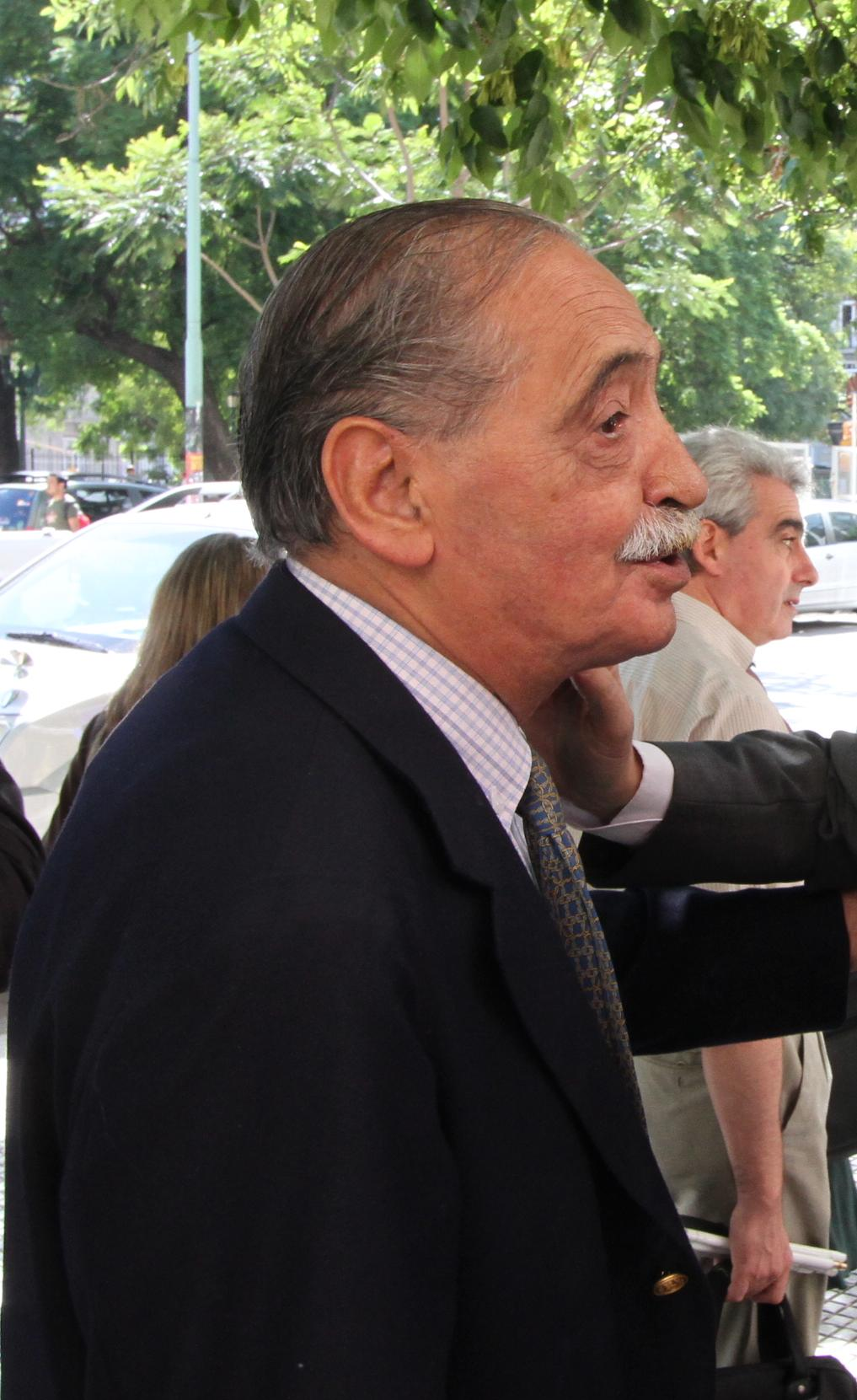
Julio Strassera (2011)

Julio César Strassera (* 18. November 1933 in Comodoro Rivadavia; † 27. Februar 2015 in Buenos Aires) war ein argentinischer Jurist. Als oberster argentinischer Staatsanwalt war sein wichtigster Fall das 1985 abgehaltene Verfahren gegen führende Militärs der Argentinischen Militärdiktatur (1976–1983).

## Leben
Julio Strassera wurde in Comodoro Rivadavia in der Provinz Chubut im Süden Argentiniens geboren. Sein Vater, Sohn eines Einwanderers aus Genua, war Buchhalter bei der staatlichen Ölgesellschaft YPF. 1937 zog die Familie nach Buenos Aires, wo Strassera Abitur machte. Er studierte von 1959 bis 1965 Rechtswissenschaften und arbeitete parallel bei den Ölgesellschaften YPF und Standard Oil. Anschließend folgte eine juristische Karriere.
1976, am Vorabend des Militärputsches, war er Sekretär am Bundesgericht 4 (secretario del Juzgado Federal 4). Während der Militärdiktatur war er zunächst Staatsanwalt (fiscal federal) und wurde dann zum Richter für Strafrecht (juez de sentencia) befördert. Seiner Aussage nach erfolgte die Beförderung, um ihn „aus dem Weg zu haben“, da er als Staatsanwalt mindestens einmal das Habeas Corpus eines unrechtmäßig inhaftierten Regimegegners trotz Intervention der Militärs akzeptiert hatte und dieser freigelassen wurde. Als Richter im Strafrecht war er nicht mehr in politische Prozesse involviert. In dieser Position blieb er bis zum Ende der Militärdiktatur.
Nach der Rückkehr zur Demokratie ernannte ihn der neue Präsident Raúl Alfonsín zum Staatsanwalt. 1985 war er mit der Anklage gegen neun führende Militärs der Argentinischen Militärdiktatur (1976–1983) betraut (siehe nächster Abschnitt).
Von 1987 bis 1990 war er Vertreter Argentiniens bei der Menschenrechtskommission der Vereinten Nationen in Genf. Diesen Posten gab er aus Protest gegen die Begnadigung der Militärs durch den neuen argentinischen Präsidenten Carlos Menem auf. In diesen Jahren war er auch Gastprofessor an der Universität Salamanca. Anschließend kehrte er in sein Heimatland zurück und war wieder als Anwalt und als Dozent tätig. Außerdem war er Präsident der argentinischen Menschenrechtsorganisation Asamblea Permanente por los Derechos Humanos (APDH; Ständige Versammlung der Menschenrechte).
2006 verteidigte er den Bürgermeister der Stadt Buenos Aires, Aníbal Ibarra, im Prozess wegen des Brandes in der Diskothek República Cromañón.
Politisch sympathisierte er schon als junger Mann mit der Unión Cívica Radical. Während des Studiums lernte er unter anderem den Rechtsanwalt Mario Hernández kennen, der später unter anderem die Attentäter (aus der Organisation Montoneros) des Diktators Pedro Eugenio Aramburu verteidigte und später zu den Opfern der Militärdiktatur in den 1970er Jahren zählt. Strassera äußerte sich kritisch gegenüber dem Präsidentenehepaar Néstor Kirchner und Cristina Kirchner. Er monierte, dass diese behaupteten, dass erst unter ihrer Präsidentschaft mit der juristischen Aufarbeitung der Verbrechen der Militärs begonnen wurde und dass die Kirchners ihren Einsatz für die Menschenrechte als politisches Mittel missbrauchten. Er bemängelte auch eine Einflussnahme der beiden Politiker in die Justiz.
Strassera war in zweiter Ehe mit María Luisa (Marisa) Tobar verheiratet. Aus dieser Ehe entstammen zwei Kinder.

## Prozess gegen die Oberbefehlshaber der Militärjunta
Das Verfahren fand vom 22. April bis zum 14. August 1985 statt. Angeklagt wurden die neun Oberbefehlshaber Jorge Videla, Emilio Eduardo Massera, Orlando Agosti (1. Junta), Roberto Eduardo Viola, Armando Lambruschini, Omar Rubens Graffigna (2. Junta), Leopoldo Galtieri, Basilio Arturo Lami Dozo und Jorge Anaya (3. Junta). Strasseras Anklage arbeitete darauf hin nachzuweisen, dass es durch die Militärjunta während des so genannten „Prozesses der Nationalen Reorganisation“ einen systematischen von den obersten Militärs gebilligten Vernichtungsplan gegen Regimegegner gegeben habe, und dass dieser Plan im gesamten Staatsgebiet wirksam gewesen ist. Strassera, sein Assistent Luis Moreno Ocampo und ihr Team sammelten zahlreiche Zeugenaussagen, die von Staatsterror durch Mord, Entführung, der Errichtung von geheimen Folterlagern, Verschwindenlassen, Kindesentzug und Zwangsadoption berichteten. Dabei griffen sie auch auf die Ergebnisse der Comisión Nacional sobre la Desaparición de Personas (CONADEP) zu, die in den Jahren 1983 und 1984 fast Zehntausend Fälle von Verschwundenen dokumentiert hatte. Strassera wählte rund 300 exemplarische Fälle für das Verfahren aus und lud 839 Zeugen vor. Seine Anklage legte auch Wert darauf festzuhalten, dass es sich bei den Aktionen der Militärs nicht um notwendige Maßnahmen im Rahmen einer militärischen Operation gegen Guerillas handelte, eine Behauptung, auf die sich die Verteidigung zurückzog. Trotz regelmäßiger Morddrohungen auch gegen seine Familie trug Strassera sein Plädoyer zwischen dem 11. und dem 18. September 1985 vor und endete mit dem berühmt gewordenen Ausspruch: „Quiero utilizar una frase que no me pertenece, porque pertenece ya a todo el pueblo argentino. Señores jueces: Nunca más.“ („Ich möchte einen Satz verwenden, der nicht mir gehört, denn er gehört schon dem gesamten argentinischen Volk. Meine Herren Richter: Nie wieder.“) Das Urteil wurde am 9. Dezember 1985 gesprochen. Jorge Videla und Emilio Eduardo Massera wurden zu lebenslanger Haft verurteilt; Roberto Eduardo Viola wurde zu 17 Jahren, Armando Lambruschini zu 8 Jahren und Orlando Agosti zu 4 Jahren und sechs Monaten Haft verurteilt. Omar Rubens Graffigna, Basilio Arturo Lami Dozo, Leopoldo Galtieri und Jorge Anaya wurden freigesprochen.

## Würdigung
Nach seinem Tod am 27. Februar 2015 ordnete die Präsidentin Cristina Kirchner eine zweitägige Staatstrauer an. Seit 2016 vergibt der argentinische Senat in Erinnerung an Strassera den Julio-César-Strassera-Menschenrechtspreis (Premio Julio César Strassera a los Derechos Humanos).
2018 wurde Strassera postum mit dem Premio Konex ausgezeichnet.
Der 2022 erschienene Spielfilm Argentinien, 1985 – Nie wieder (Regie Santiago Mitre) befasst sich mit dem Verfahren gegen die Militärjunta und handelt von Strassera (gespielt durch Ricardo Darín) in der Hauptrolle.